# Austin 40
 La 40 è un'autovettura prodotta dall'Austin dal 1908 al 1913. Il modello, che possedeva caratteristiche e finiture di un'auto di lusso, era collocato al top della gamma offerta dall'Austin.
L'Austin 40 è stato offerta con un solo tipo di carrozzeria, torpedo quattro posti.  Il telaio pesava 965 kg.
Il modello è stato commercializzato in due serie che differivano, tra l'altro, dal motore offerto e dalle dimensioni. La prima serie, in vendita dal 1908 al 1911, aveva installato un propulsore a quattro cilindri in linea e valvole laterali. L'alesaggio era di 121 mm, mentre la corsa di 127 mm. La cilindrata era di 5.843 cm³.
Era possibile la scelta tra due telai, che erano caratterizzati dall'avere passi differenti, cioè 2.972 mm e 3.353 mm. La lunghezza era però la medesima, 4.115 mm.
Nel 1912 il modello venne aggiornato e fu commercializzata una seconda serie. Al motore venne aumentato l'alesaggio, che raggiunse la misura di 125 mm. La corsa, che era determinata dall'albero motore, rimase inalterata a 127 mm. Di conseguenza, la cilindrata raggiunse i 6.236 cm³. Il passo era di 3.023 mm, mentre la lunghezza di 4.089 mm.
La produzione dell'Austin 40 terminò nel 1913.